# Driller Killer (groupe)
Pour les articles homonymes, voir Driller Killer.
Anti Cimex est un groupe suédois de crust punk, originaire de Malmö, actif entre 1993 et 2009.

## Histoire
Driller Killer est formé en 1993 à Malmö, et doit son nom au film Driller Killer d'Abel Ferrara. Signé par le label français Osmose Productions, le groupe compte sept albums studio et plusieurs splits. Son style est décrit comme du heavy punk, du punk hardcore, du crust punk et du D-beat.
Driller Killer est l'un des premiers groupes à intégrer un son death metal dans une formule crust punk. La popularité de la fusion crust punk et death metal se confirme lorsque Osmose Productions crée la marque Kron-H dans le but principal de signer Driller Killer, Disfear, Loud Pipes et Dellamorte. Bien que le mandat avec Kron-H n'ait pas généré de succès financier majeur, il est salué par les critiques underground.

## Discographie
- 1994 : Brutalize
- 1995 : Total Fucking Hate
- 1997 : Fuck The World
- 1998 : Reality Bites
- 2000 : And The Winner Is…
- 2002 : Cold, Cheap and Disconnected
- 2005 : The 4Q Mangrenade